# Motif de Kanizsa

Motif de Kanizsa

Le motif de Kanizsa est une illusion d'optique cognitive publiée en 1955 par Gaetano Kanizsa.
Un mécanisme cognitif s'appuie sur le relief apparent du dessin produisant l'illusion. La figure subjective semble se trouver en avant des autres figures, les cachant en partie à notre vue. Ainsi un triangle blanc semble se découper au-dessus des cercles noirs supports des sommets et des 3 pointes de triangle situés entre les cercles. Cet effet est connu sous le nom de contour subjectif ou contour illusoire.
Il existe peut-être un autre mécanisme cognitif qui joue un rôle important : lorsque nous percevons une figure illusoire, nous l'interprétons inconsciemment en fonction de nos expériences antérieures.